# Saxeten
Saxeten je obec v kantonu Bern, v okrese Interlaken-Oberhasli. Žije zde  obyvatel.

## Geografie
Název Saxeten pravděpodobně pochází z latinského tvaru saxata (skalnaté místo).
Saxeten protéká potok Saxetbach, který se u Wilderswilu vlévá do řeky Lütschine.
Ze Saxetenu vede do Aeschiried průsmyk pro pěší Rengglipass.

## Historie
Ve středověku patřil Saxeten k panství Unspunnen. Při dělení dědictví na konci 13. století připadla polovina vsi Saxeten pánům z Weissenburgu (panství Weissenau), kteří svůj podíl prodali roku 1334 opatství Interlaken, zatímco druhá polovina zůstala Unspunnenu, s nímž přešla kolem roku 1500 do područí Bernu. V letech 1348–49 se Saxeten účastnil povstání horalů proti klášteru. Po sekularizaci v roce 1528 byla obec nyní zcela podřízena Bernu, ale byla spravována dvěma soudy, které od roku 1762 patřily k interlakenskému panství. Obec vždy patřila k farnosti Gsteig bei Interlaken.

## Obyvatelstvo
| Rok            | 1850 | 1880 | 1900 | 1930 | 1950 | 1980 | 1990 | 2000 | 2010 | 2019 | 2023 |
| Počet obyvatel | 120  | 146  | 170  | 153  | 112  | 91   | 110  | 128  | 100  | 93   | 91   |

## Doprava
Do obce vede pouze regionální silnice z Interlakenu, která v Saxetenu končí. Obsluhu obce veřejnou dopravou zajišťují autobusy Postauto.